# 오카와정 (가가와현)
오카와정(일본어: 大川町)은 일본 가가와현 동부에 있던 정이며, 오카와군에 속했다. 

## 개요
가가와 현의 동쪽·오카와 군의 거의 중앙부에 위치하고 다카마쓰 시 중심부에서 약 25㎞ 동쪽에 위치하고 있다.버튼 제조가 활발하여 외국에 수출하고 있을 정도이다/

### 기후
일년 내내 약 20도 안팎이다. 강수량은 10월이 가장 많은 달이다[3]. 또한 사누키 산맥에 의해 습한 공기가 차단되므로 1975-2002년까지의 평균 연간 강수량은 1107.5mm로 전국 평균 이하였다

## 인구
약 7000명이다.
| 년     | 인구   |
| ------ | ------ |
| 1965년 | 8147명 |
| 1970년 | 7715명 |
| 1975년 | 7837명 |
| 1980년 | 7946명 |
| 1985년 | 7813명 |
| 1990년 | 7580명 |
| 1995년 | 7173명 |
| 2000년 | 6977명 |
| 2001년 | 6848명 |

### 면적
- 34.54㎢(동서 6.4㎞·남북 8.4㎞)

## 역사
난바의 고장으로 불리고 있었다.
- 1955년 4월 15일 - 오카와군 도마타촌, 마쓰오촌이 신설합병해 오카와촌이 성립하였다.
- 1961년 9월 1일 - 정으로 승격해 오카와정이 되었다. 동일 정장도 제정되었다.
- 2002년 4월 1일 - 오카와군 쓰다정, 산가와정, 시도정, 나가오정이 신설 합병해 사누키시가 성립하였다. 동일 오카와정은 폐지되었다.

## 산업
- 농업면에서는 딸기·쌀·담배·낙농, 공업면에서는 버튼 제조·봉제업이 활발하다.특히 버튼 제조는 활발하여 외국에 수출할 정도이다[12].쇼와 40년대 수출용 버튼의 약 90%의 점유율을 자랑하고 있었다

## 참고 문헌
- 角川日本地名大辞典編纂委員会, 『角川日本地名大辞典 43 香川県』, 1985, 角川書店